# DB320
Ngôi mộ DB320 (hiện nay thường được gọi là TT320) là một hầm mộ chứa đồ, là nơi chôn cất một Tư tế của Amun, Pinedjem II cùng vợ ông là Nesikhons và các thành viên trong gia đình. Ngôi mộ nằm bên cạnh ngôi đền Deir el-Bahari trong khu vực Necropolis, đối diện với Luxor. Nó đã được tìm thấy chứa đựng một bộ sưu tập nhiều xác ướp và vật dụng tang lễ của hơn 50 vị vua, hoàng hậu, hoàng gia và các quý tộc của Vương triều thứ 21 trong thời kỳ Tân Vương quốc Ai Cập.

## Việc sử dụng ngôi mộ
Ngôi mộ ban đầu được cho là là nơi an nghỉ cuối cùng của Tư tế của Amun Pinedjem II cùng vợ ông là Nesikhons và các thành viên trong gia đình. Pinudjem II đã qua đời trong khoảng những năm 969 TCN, trong thời gian suy tàn của Vương quốc Ai Cập. Trong thời gian này, các xác ướp từ nhiều triều đại đã bị hư hỏng nặng do các vụ cướp mộ và đã được chuyển đến đây để bảo vệ những gì còn lại của những người hoàng gia.

### Các danh sách các xác ướp trong lăng mộ
| Vương triều | Tên                                                             | Chức vụ                               | Ghi chú |
| ----------- | --------------------------------------------------------------- | ------------------------------------- | --- |
| Thứ 17      | Tetisheri (?)                                                   | Vương hậu                             | |
| Thứ 17      | Seqenenre Tao                                                   | Pharaon                               | |
| Thứ 17      | Ahmose-Inhapy                                                   | Vương hậu, công chúa                  | |
| Thứ 17      | Ahmose-Henutemipet                                              | Công chúa                             | |
| Thứ 17      | Ahmose-Henuttamehu                                              | Vương hậu, công chúa                  | |
| Thứ 17      | Ahmose-Meritamun                                                | Vương hậu, công chúa                  | |
| Thứ 17      | Ahmose-Sipair                                                   | Hoàng tử                              | |
| Thứ 17      | Ahmose-Sitkamose                                                | Vương hậu, công chúa                  | |
| Thứ 18      | Ahmose I                                                        | Pharaon                               | |
| Thứ 18      | Ahmose-Nefertari                                                | Vương hậu, công chúa                  | |
| Thứ 18      | Rai                                                             | Vú nuôi hoàng gia                     | Bà vú nuôi của Ahmose-Nefertari |
| Thứ 18      | Siamun                                                          | Hoàng tử                              | |
| Thứ 18      | Ahmose-Sitamun                                                  | Công chúa                             | |
| Thứ 18      | Amenhotep I                                                     | Pharaon                               | |
| Thứ 18      | Thutmose I                                                      | Pharaon                               | |
| Thứ 18      | Baket (?)                                                       | Vương hậu                             | Có thể là Baketamun (?) |
| Thứ 18      | Thutmose II                                                     | Pharaon                               | |
| Thứ 18      | Iset                                                            | Vương hậu                             | Phu nhân của Thutmose II, thân mẫu của Thutmose III                                                                                            |
| Thứ 18      | Thutmose III                                                    | Pharaon                               | |
| Thứ 18      | Người đàn ông C không rõ tên                                    |                                       | Có thể là Senenmut |
| Thứ 19      | Ramesses I                                                      | Pharaon                               | |
| Thứ 19      | Seti I                                                          | Pharaon                               | |
| Thứ 19      | Ramesses II                                                     | Pharaon                               | |
| Thứ 20      | Ramesses III                                                    | Pharaon                               | |
| Thứ 20      | Ramesses IX                                                     | Pharaon                               | |
| Thứ 21      | Nodjmet                                                         | Vương phi                             | Vợ của Herihor |
| Thứ 21      | Pinedjem I                                                      | Tư tế của Amun                        | |
| Thứ 21      | Duathathor-Henuttawy                                            | Công chúa, vương phi                  | Vợ của Pinedjem I |
| Thứ 21      | Maatkare                                                        | Vợ của Amun                           | Con gái của Pinedjem I |
| Thứ 21      | Masaharta                                                       | Đại tư tế của Amun                    | Con trai của Pinedjem I |
| Thứ 21      | Tayuheret                                                       | Kỹ nữ của Amun                        | Có thể là vợ của Masaharta |
| Thứ 21      | Pinedjem II                                                     | Đại tư tế của Amun                    | |
| Thứ 21      | Isetemkheb D                                                    | Vương phi                             | Vợ của Pinedjem II |
| Thứ 21      | Neskhons                                                        | Kỹ nữ của Amun; Nữ phó vương của Kush | Vợ của Pinedjem II |
| Thứ 21      | Djedptahiufankh                                                 | Đệ tứ Tiên tri của Amun               | |
| Thứ 21      | Nesitanebetashru                                                |                                       | Vợ của Djedptahiufankh |
| ?           | Người đàn ông E không rõ tên (Pentawer ?)                       |                                       | Đã được nghiên cứu bởi Bob Brier, người đã nghĩ rằng xác ướp này có thể là của Pentawer, một trong những thế hệ con cháu của vua Ramesses III. |
| ?           | 8 xác ướp không xác định khác; hài cốt trong mộ của Hatshepsut. |                                       | |

### Những xác ướp khác đượcchôntrong mộ
- Ahhotep I
- Merymose
- Nebseni, cha của Tentamun, có thể là vợ của Ramses XI
- Paheripedjet
- Pediamun
- Seniu
- Siese
- Sutymose
- Wepmose
- Wepwawet-mose

## Phát hiện và khai quật

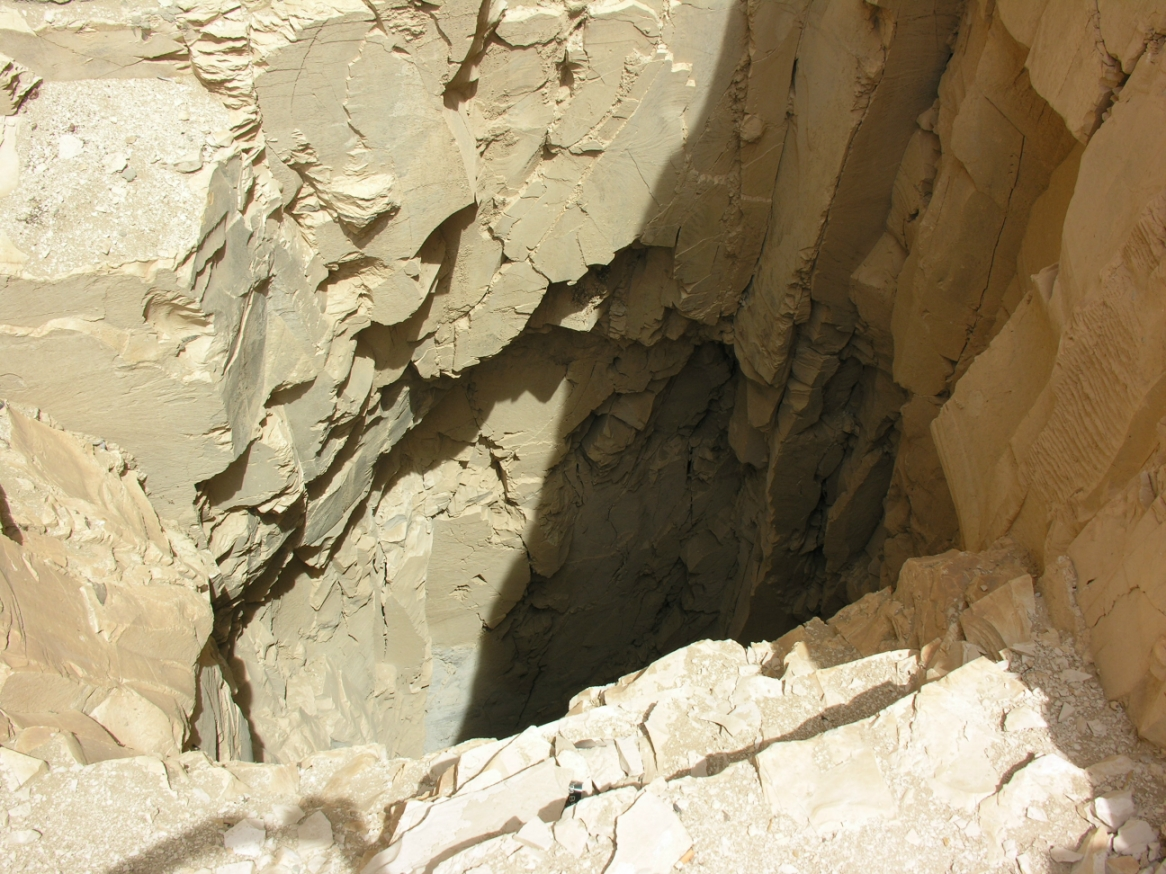
Lối vào mộ TT320

Ban đầu việc phát hiện ngôi mộ này đã được giấu kín và một gia đình địa phương, Abd el-Rasuls, sử dụng các xác ướp như món hàng quý tại cửa hàng buôn, sau đó được bán trên thị trường cổ vật. Điều này đã làm cho những nhà chức trách địa phương buộc phải điều tra và xác định nguồn gốc của những vật này.
Nó đã được khai quật vội vàng (chỉ trong vòng 48 giờ khi nó được phát hiện trong 1881) bởi Émile Brugsch, để bảo đảm không có nhiều vật cổ ở đây bị bán.